# Mostro di Hook Island
Il Mostro di Hook Island è una creatura criptide che vivrebbe nella Hook Island, nello stato australiano del Queensland.

## Avvistamento
Nel 1964 il fotografo francese Robert Le Serrec acquistò una barca a motore e decise di trascorrere con la famiglia e con l'amico australiano Henk de Jong, tre mesi di vacanza a Hook Island, in Australia.
Il 12 dicembre, mentre stavano facendo un'escursione in barca, la moglie di Le Serrec vide una strana creatura sul fondo della laguna della Stonehaven Bay. La creatura venne così descritta: munita di una grande testa, munita di un corpo a forma di serpente della lunghezza di circa 9 metri, di colore prevalentemente nero con strisce trasversali marroni, dotato di una pelle liscia e privo di pinne. Diverse fotografie furono scattate alla creatura.
Le Serrec e l'amico decisero poi di immergersi sott'acqua e di riprendere con una cinepresa subacquea la creatura. La creatura si mosse verso di loro ed essi, spaventati, fecero subito ritorno sulla barca mentre lo stesso animale si allontanava verso il largo. 
Nel marzo 1965 Le Serrec raccontò alla rivista australiana Everyone di aver avvistato e fotografato la strana creatura.

## Teorie
Il criptozoologo statunitense Ivan T. Sanderson sostenne inizialmente che la foto fosse vera e che la creatura potesse essere un membro della famiglia dei Synbranchidae, sebbene gli appartenenti a questa famiglia non superino i 60 cm di lunghezza. Dello stesso parere furono i professori Paul Budker e Charles Roux, del Museo di storia naturale di Parigi.
Il criptozoologo Bernard Heuvelmans sostenne fin dall'inizio che la creatura fosse un evidente falso realizzato con teli neri di plastica. A sostegno di tale tesi rivelò il fatto che Le Serrec fosse un tipo inaffidabile, poiché aveva lasciato in Francia diversi debiti insoluti.
Sempre secondo Heuvelmans una prova che la creatura fosse un falso stava nel fatto che la maggior parte dei vertebrati, al contrario di quelli della creatura fotografata, hanno gli occhi ai lati della testa. Quando gli fu fatto notare che sono esistiti vertebrati (come i Temnospondyli) con gli occhi nella stessa posizione di quelli dell'animale fotografato, il criptozoologo preferì non replicare.
Heuvelmans sostenne inoltre, senza però averne prove, che l'idea di creare una truffa fosse già venuta a Le Serrec nel 1959, quando cercò di mettere insieme un gruppo di persone per realizzare una spedizione che si sarebbe rivelata "economicamente fruttuosa" e che aveva a che fare con un serpente marino.
Heuvelmans sostenne poi che per creare la falsa creatura Le Serrec si era visibilmente ispirato al "Yellow Belly", un criptide marino la cui esistenza venne ipotizzata dallo stesso Heuvelmans e la cui descrizione era presente nel suo libro In the Wake of the Sea-Serpents. In realtà questo libro venne pubblicato nel 1965 solamente dopo l'uscita pubblica delle foto di Le Serrec ed è quindi logico credere che sia stato Heuvelmans ad ispirarsi alla storia di Le Serrec per parlare del "suo" Yellow Belly.
In seguito alle affermazioni rilasciate da Heuvelmans, Sanderson ritrattò tutto dicendo che la creatura era solamente un pallone sonda della Marina statunitense e che fin dall'inizio aveva capito che si trattava di un falso.
Darren Naish, paleontologo inglese, pur non condividendo le teorie di Heuvelmans, ritiene anch'egli che la foto sia un falso e nel 2008 ne ha parlato anche sul suo blog. Il criptozoologo Loren Coleman condivide appieno le affermazioni di Naish ed afferma, senza prove, che Le Serrec è un truffatore ricercato dall'Interpol.
Altri sostenitori della tesi del falso parlano di fotografie ritoccate. 
Altri teorizzano che la creatura sia in realtà un banco di pesci strettamente raggruppati tra di loro. Altri ancora che si tratti solamente di un ammasso di alghe.

## Conclusioni
Nonostante il parere spesso contrastante di diversi studiosi o sedicenti tali, ad oggi non è possibile affermare con assoluta certezza che la creatura ritratta nelle foto di Le Serrec sia falsa. È invece stata confermata l'autenticità delle foto scattate.
È in ogni caso curioso il fatto che non ci sia stato nessun altro avvistamento della creatura.
La foto del mostro è diventata famosa in tutto il mondo ed è spesso utilizzata in libri su questo tema.